# Baranya vármegye főispánjainak listája
A töröktől felszabadult Baranya vármegyében a korábbi örökös főispáni címet birtokló pécsi püspökök mellett több, örökletes főispánságra törekvő család (Draskovich, Végh) került a főispáni székbe, de valójában Baranya vármegyében nem lehet beszélni az örökletes főispánság kiépüléséről. A pécsi püspök a 16. század elejétől – több-kevesebb megszakítással – 1777-ig Baranya vármegye élén állt. A püspök-főispánok után kinevezett arisztokrata, majd köznemesi családokból származó főispánok – miután őket egyéb országos tisztségeik, főrendiházi tagságuk elszólították, illetve birtokuk sem volt a vármegyében – jórészt címként viselték a főispáni kinevezést, helyettük adminisztrátorok látták el a feladatokat. Majláth György volt a megye első főispán-helyettese, majd főispánja, aki valóban Baranyában élt.
II. József 1785-ben megszüntette a megyei autonómiát, az országot 10 kerületre osztotta és élükre kerületi főispánokat (biztosokat) állított, a régi főispánokat felfüggesztette. Halála előtt „nevezetes tollvonásával” visszavonta a rendeleteit, és visszaállította a megyék önkormányzatát.
1848-ban a kormány által kinevezett főispánok állami tisztviselők voltak, akiknek megyéjükben kellett tartózkodniuk.
Az 1849. január−áprilisi katonai kormányzatot váltó Bach-rendszer megszüntette a régi megyerendszert, az öt kerület élére állított kerületi főispánok és a megyénként vezetői posztra kinevezett megyefőnökök vették át a főispáni hatásköröket.
Az 1860. október 20-án kibocsátott Októberi Diploma elrendelte a régi rendszer visszaállítását, de csak rövid időre, mert az 1861. november 5-i ún. Schmerlingi provizórium ismét visszarendezte az önkormányzatok megszüntetését, de kevésbé abszolutisztikus kormányzással. „E szerint a főispán (főispáni helytartó, királyi biztos) a kormány megye területére kirendelt legfőbb közege, aki közvetlenül a Magyar Kancellária és Helytartótanács alárendeltségébe tartozik. A megye területén lévő szabad királyi városokat (pl. Baranya megye esetében Pécs) is a határkörébe rendelték, ezekben királyi biztosként működött.
A főispánok jogkörét a kiegyezés utáni törvényhatósági törvények (1870: 42. tc., majd 1886: 22. tc.) szabályozták, melyek lényegében 1950-ig érvényben voltak. A főrendiház átszervezésekor (1885: 7. tc.) megszűnt a főispánok hivatalviselés idejére szóló automatikus főrendiházi tagsága.
Az első világháborút követő politikailag zavaros években a baranyai és pécsi főispánok „a főispáni teendők ellátásával is megbízott kormánybiztos” címet viselték.
A belgrádi fegyverszüneti egyezmény alapján 1918. november 14. és 1921. november 22. között antant-szerb erők szállták meg Pécs várost és a megyének a Mecsek északi lejtője alatti területét. Az egyezmény a közigazgatást magyar kézen hagyta, de 1919. január 27-én a szerbek átvették azt, és csak a megye meg nem szállt részén, Sásd központtal működött tovább a magyar közigazgatás, így a magyar és szerb kormány külön-külön kormánybiztosokat nevezett ki.
A második világháború ideje alatt a főispánok ismét kormánybiztosi (közellátási, országmozgósítási, hadműveleti kormánybiztosi stb.) megbízatásokat kaptak.
1945 után a főispánok hatásköre az ország politikai balra tolódásával párhuzamosan 1947 nyarától fokozatosan csökkent, 1948 nyarától már kevés befolyással rendelkeztek, végül a tanácsrendszer 1950. évi bevezetésével „véglegesen megszűnt az évezredes főispáni tisztség” is.
2022. július 19-én az országgyűlés elfogadta az addig megyei kormánymegbízott elnevezésnek vármegyei főispán elnevezésre módosítását.
Baranya vármegye főispánjai 1688–1950
| Név (általa betöltött egyéb főispáni pozíciók) | Baranya vármegyei beosztás                                     | Hivatali idő tartama |
| --- | -------------------------------------------------------------- | --- |
| Draskovich János (Iván), trakostyáni gróf (IV.) - Valkó vármegye főispánja | főispán                                                        | 1688. december 31. – 1692 |
| Draskovich Péter, trakostyáni gróf - 1693. március 12. – 1694 Valkó vármegye főispánja | főispán                                                        | 1693. március 13. – 1698 |
| Draskovich János, trakostyáni gróf - 1695— Valkó vármegye örökös főispánja | főispán                                                        | 1698. december 31. – 1705 |
| Nesselrode Vilmos gróf - 1705. szeptember 12. – 1732. szeptember 29. Tolna vármegye örökös főispánja | püspök-főispán                                                 | 1705. szeptember 12. – 1732. szeptember 29. |
| Thurn Antal gróf - 1732. december 5. – 1734. december 24. Tolna vármegye főispánja | püspök-főispán                                                 | 1732. december 5. – 1734. december 24. |
| Cienfuegos Alvarez - 1736. május 2. – 1739. augusztus 19. Tolna vármegye főispánja | püspök-főispán                                                 | 1736. május 2. – 1739. augusztus 19. |
| Berényi Zsigmond, karancsberényi gróf - 1736 – Tolna vármegye főispán-helyettese | főispán-helyettes (adminisztrátor)                             | 1736. május 2. – 1739. december 4. |
| Berényi Zsigmond, karancsberényi gróf - 1739 – Tolna vármegye főispánja | püspök-főispán                                                 | 1739. december 4. – 1748. szeptember 25. |
| Betöltetlen a főispáni szék (1748–1751) |                                                                | |
| Klimó György - 1751 – Tolna vármegye főispánja | püspök-főispán                                                 | 1751. július 30. – 1777. május 2. |
| Festetics Pál, tolnai gróf | főispán                                                        | 1777. május 16. – 1782. április 7. |
| Végh Péter, verebi - 1784. október–november Pécs város királyi biztosa | főispán                                                        | 1782. április 19. – 1785. március 1. |
| Széchényi Ferenc sárvár-felsővidéki gróf - Mint a Pécsi kerület királyi biztosa hatásköre kiterjedt Baranya, Somogy, Szerém, Tolna, Verőce vármegyékre. - 1798. április–1811 Somogy vármegye főispánja - 1807–1811 Vas vármegye adminisztrátora                                     | királyi (kerületi) biztos                                      | 1785. április 17. – 1786. augusztus 29. (II. József 1786. augusztus 29-én mentette fel, de utódja kinevezéséig el kellett látnia a hivatalát, melyet december 24-én adott át.) |
| Splényi József, miháldi báró - 1777–1786 Csanád vármegye főispánja - Mint a Pécsi kerület királyi biztosa hatásköre kiterjedt Baranya, Somogy, Szerém, Tolna, Verőce vármegyékre. - 1791–1798 Temes vármegye főispánja                                                              | királyi (kerületi) biztos                                      | 1786. december 11. (december 24.) – 1790. február |
| Végh Péter, verebi | főispán                                                        | 1790. február 25. – 1807. március 5. |
| Végh István, verebi | főispán-helyettes                                              | 1805. augusztus 23. – 1807. június 12. |
| Végh István, verebi | főispán                                                        | 1807. június 12. – 1834. szeptember 30. |
| Somssich Pongrác, saárdi gróf | főispán                                                        | 1835. július 6. – 1847. november 4. |
| Majláth György, székhelyi, ifjabb | főispáni helytartó                                             | 1845. március 19. – 1847. november 4. |
| Majláth György, székhelyi, ifjabb | főispán                                                        | 1847. november 4. – 1848. március 19. (megszűnt a pozíció) |
| Batthyány Kázmér, németújvári gróf - 1848. augusztus 9. Pécs város főispánja is - 1848. szeptember 17. Pécs és Baranya kormánybiztosa - 1849. február 12. Bács és Csongrád megye, Pest megye alsó része, a Kiskunság, Szeged, Szabadka és Zombor város teljhatalmú országos biztosa | főispán                                                        | 1848. április 22. – 1849. |
| Majláth György, székhelyi, ifjabb | cs. kir. biztos                                                | 1849. január 30. – 1849. október |
| Cseh Ede | megyefőnök                                                     | 1849. október 20. – 1850. február 21. |
| Eckstein Rudolf | megyefőnök                                                     | 1850. február 21. – 1851. április |
| Cseh Ede | megyefőnök                                                     | 1851. április – 1858. december 8. |
| Szalay Nikodém | megyefőnök                                                     | 1859. augusztus 15. – 1860. november |
| Scitovszky Márton | főispán                                                        | 1860. november 26. – 1861. november |
| Szalay Nikodém | királyi biztos                                                 | 1861. november – 1864. szeptember 2. |
| Csernyus Andor kőkeszi és nagymezei | főispán                                                        | 1864. október 23. – 1867. április |
| Lipthay Béla báró | főispán                                                        | 1867. április 24. – 1867. november |
| Perczel Miklós - 1875. január 5. – 1887. április 10. Pécs sz. kir. város főispánja is | főispán                                                        | 1868. május 24. – 1887. április 10. |
| Kardos Kálmán - Egyidejűleg Pécs sz. kir. város főispánja is. | főispán                                                        | 1887. április 10. – 1896. december 17. |
| Fejérváry Imre, komlóskeresztesi báró - Egyidejűleg Pécs sz. kir. város főispánja is | főispán                                                        | 1897. március 7. – 1905. december 27. |
| Benyovszky Móric, benyói és urbanói gróf | főispán                                                        | 1906. április 23. – 1910. február 12. |
| Szily Tamás, nagyszigeti | főispán                                                        | 1910. február 17. – 1917. június 11. |
| Benyovszky Móric, benyói és urbanói gróf - Egyidejűleg Pécs sz. kir. város főispánja is. | főispán                                                        | 1917. július 7. – 1918. november 22. |
| Kerese György, kereseszegi | főispáni teendők ellátásával megbízott kormánybiztos           | 1918. november 22. – 1919. március 24. |
| Svachulay Zoltán | főispáni teendők ellátásával megbízott kormánybiztos-helyettes | 1919. szeptember 11. – 1919. december 3. |
| Blaskovich Iván - 1919 – Pécs thj. város kormánybiztosa | főispáni teendők ellátásával megbízott kormánybiztos           | 1919. december 3. – 1920. március 31. |
| Prakatur Tamás | főispáni teendők ellátásával megbízott kormánybiztos           | 1920. március 31. – 1921. október |
| Klein Antal | főispáni teendők ellátásával megbízott kormánybiztos           | 1920. augusztus 15. – 1921. július 15. |
| Kiszely Gyula | főispáni teendők ellátásával megbízott kormánybiztos           | 1921. szeptember 27. – 1921. október 10. |
| Keresztes-Fischer Ferenc | főispán                                                        | 1921. október 10. – 1931. augusztus 24. |
| Szapáry Lajos, muraszombati, széchyszigeti és szapári gróf - Egyidejűleg Somogy vármegye főispánja - Egyidejűleg Pécs sz. kir. város főispánja | főispán                                                        | 1931. október 23. – 1935. március 8. |
| Benyovszky Móric, benyói és urbanói gróf - Baranya vármegye és Pécs | főispán                                                        | 1935. március 8. – 1936. február 4. |
| Horvát István - Baranya vármegye és Pécs | főispán                                                        | 1936. február 12. – 1938. március 18. |
| Blaskovich Iván | főispán                                                        | 1938. március 18. – 1943. január 20. |
| Nikolits Mihály | főispán                                                        | 1943. január 20. – 1945. január 20. |
| Boros István - Baranya vármegye és Pécs - 1946. július – 1947. november 12. Pécs sz. kir. város főispánja | főispán                                                        | 1945. január 4. – 1945. december |
| Kertész Endre | főispán                                                        | 1945. december 11. – 1947. november 12. |
| Gyetvai János - Baranya vármegye és Pécs | főispán                                                        | 1947. november 12. – 1949. február |
| Bors Antal - Baranya vármegye és Pécs | főispán                                                        | 1949. február – 1949. július |
| Bobánovics Jenő - Baranya vármegye és Pécs | főispán                                                        | 1949. július – 1950. március 15. |

## Baranya vármegye főispánjai 2023-
| Név                 | Tisztségviselés ideje          | Megjegyzések                                                |
| ------------------- | ------------------------------ | ----------------------------------------------------------- |
| Horváth Zoltán, dr. | 2022. július 22. – napjainkban | 2014 – 2022 Baranya Megyei Kormányhivatal, kormánymegbízott |

## Forrás
- ↑ Nagy Imre Gábor, 2007: Nagy Imre Gábor: Baranya vármegye főispánjai (1688−1950). In: Baranyai történelmi közlemények 2. A Baranya Megyei Levéltár Évkönyve, 2006−2007 (BML, 2007) 79−160. o. 96–98. oldal
- Baranyai neves személyek. Csorba Győző Könyvtár, Pécs — Baranyai Digitár keresője